# Choragus
Choragus — род жесткокрылых из семейства ложнослоников.

## Описание
Переднеспинка перед основанием с прямым поперечным килем. Первый членик лапок слабо удлинён, короче остальных члеников, вместе взятых. Тело почти голое. Надкрылья со слабо заметными волосками.

## Систематика
В составе рода вымерший вид †Choragus exsertus, а также:
- Choragus anobioides Sharp, 1891
- Choragus aurolineatus Abeille, 1893
- Choragus bolus Jordan, 1914
- Choragus bostrychoides Mull. in Germ., 1821
- Choragus caucasicus Motsch., 1873